# 王星昊
王星昊（おう せいこう、2004年2月2日 - ）は中国の囲碁棋士。上海市出身、中国囲棋協会に所属、九段。倡棋杯中国プロ囲棋選手権戦優勝、北海新繹杯世界囲碁オープン優勝など。

## 経歴
上海の囲碁クラブで学んだのち、北京、杭州の囲碁学校で学ぶ。2014年全国児童少年戦児童組優勝。2015年世界青少年囲碁選手権大会少年組優勝。
2016年初段。2017年世界青少年囲碁選手権大会青年組優勝。2018年未来の星新鋭最強戦ベスト8、三段。2019年全国個人戦4位、五段。2020年新人王戦準優勝。2021年グロービス杯決勝で屠暁宇を破って優勝、新人王戦準優勝、六段。2022年TWT騰訊囲棋選手権戦の決勝三番勝負で申眞諝を2-1で破り優勝、グロービス杯2連覇、新人王戦、博思軟件杯新秀戦で優勝、七段。2023年八段、倡棋杯優勝、九段。2025年南洋杯で準優勝、続いて北海新繹杯で優勝、天元戦挑戦手合三番勝負で連笑に2-0で優勝。
2016年に上海チームで丙級リーグ出場。2017年から乙級、2019年からは甲級リーグ出場し、同年9-5の成績で最佳新人賞受賞。中国棋士ランキングでは2021年37位、2022年28位、2024年6位、2025年4月に1位。

### タイトル歴
国際棋戦
- 北海新繹杯世界囲碁オープン 2025年
- グロービス杯世界囲碁U-20 2021、2022年
- 中日韓聶衛平杯囲碁マスターズ 2023年

国内棋戦
- 騰訊囲棋選手権戦 2022年
- 馬橋杯中国囲棋新人王戦 2022年
- 博思軟件杯中国囲棋新秀争覇戦 2022年
- 倡棋杯中国プロ囲棋選手権戦 2023年
- 天元戦 2025年

### 他の棋歴
国際棋戦
- 南洋杯世界囲碁マスターズ 2025年準優勝
- LG杯世界棋王戦 2023年ベスト8
- 聶衛平杯囲碁ユースマスターズ/中日韓聶衛平杯囲碁マスターズ 2022年、2024年準優勝
- グロービス杯世界囲碁U-20 2023年準優勝
- 議政府国際囲碁新鋭団体戦 2022年 3-0（○韓友賑、○酒井佑規、○徐靖恩）
- ペア碁ワールドカップ2022ジャパン日中ペア碁親善ドリームマッチ 2022年 1-0（唐嘉雯とペア）

国内棋戦
- 中国紹興（嵊州）王中王囲棋争覇戦 2024年準優勝
- 馬橋杯中国囲棋新人王戦 準優勝 2020、21年
- 全国囲棋個人戦 2019年4位
- 全国智力運動会 2024年男子団体戦銀メダル（上海チーム）
- 中国囲棋甲級リーグ戦
  - 2016年丙級（上海清一囲棋社）7-1
  - 2017年乙級（中国移動上海）4-4
  - 2018年乙級（上海清一中延手游）7-1
  - 2019年（上海建橋学院）9-5、最佳新人賞
  - 2020年（上海建橋学院）6-9
  - 2021年（上海建橋学院）11-4
  - 2022年（上海建橋学院）12-3
  - 2023年（上海建橋学院）9-6
  - 2024年（上海聚申体育）13-2

## 注
1. 1 2  新浪体育「12岁小将王星昊9胜1负提前定段 陈豪鑫紧随」2016.7.23
2. ↑  野狐围棋「TWT腾讯围棋锦标赛终极对决，王星昊大爆冷力取申真谞」2022.1.4